# 민혜공화원비
민혜공화원비 보르지기트씨(敏惠恭和元妃 博尔济吉特氏, 1609년 ~ 1641년)는 청 제국 숭덕제의 후비이다. 그녀의 이름은 보르지기트 하르졸(博爾濟吉特 海蘭珠, 만주어: ᠪᠣᡵᠵᡳᡤᡳᡨ
ᡥᠠᡵᠵᠣᠯ Borjigit Harjol)이다.

## 생애
하르졸은 코르친 몽골의 버이러 자이사이 노얀의 딸로써, 홍 타이지의 정후 효단문황후 보르지기트 저저의 질녀이자 순치제의 모후 효장문황후 보르지기트 붐부타이의 언니이다.
청 제국이 건국되기 전, 후금과 몽골 코르친 부족의 우호적인 관계를 유지하기 위해 후금의 한인 누르가치의 여덟 째 아들 홍 타이지와 코르친 부족의 버이러(부족장) 자이사이 노얀의 여동생이 혼인하였는데 이 여인이 훗날 효단문황후로 등극하는 저르저르이다. 그러나 대복진(정실 중 으뜸 부인. 대부인) 철철이 시집온지 11년이 지나도록 아들을 낳지 못하고 과이심 부족과 라이벌 관계에 있던 다른 부족 출신의 계복진(=정실)인 우라나라씨가 홍 타이지의 장남 아이신기오로 호오거과 차남 낙격, 다른 계복진인 뇨후루씨가 삼남 낙박회를 생산하자 저저은 위기를 느꼈다. 이후 홍타이지가 누르하치의 유력 후계자로 지목되기에 이르자 저저과 철철의 오빠 채상은 논의 끝에 1625년 채상의 딸 붐부타이(훗날 효장문황후)를 홍 타이지의 측복진(측실. 양첩)으로 보낸다. 시집 온 붐부타이는 곧 회임을 하였지만 저저와 마찬가지로 딸을 낳았다.
1626년, 누르가치가 사망하자 여러 부족의 버이러들과 연합한 홍 타이지는 누르가치의 대복진 아바하이(도르곤의 생모)를 압박해 자진토록 하고 한의 자리에 올랐다. 이때 서복진(=비첩) 안찰 씨가 홍타이지의 사남 엽포서를 낳았고, 측복진(=양첩) 예허나라씨는 오남 석색을 낳았으며, 한이 된 홍 타이지에겐 점점 더 처첩이 늘어났다. 불안해진 저저과 코르친 부족의 새 버이러 오극선(포목모태의 오빠)은 붐부타이를 포기하고 코르친 부족의 세 번째 여인을 보내는데, 그녀가 바로 붐부타이의 친언니인 하르졸이다. 이때 당시 하르졸은 26세로 이미 한 번 혼인을 했던 상태였다.
코르친 부족의 위치와 아들을 낳지 못한 저저의 대복진 자리의 보존을 위해 홍 타이지의 측복진이 된 하르졸은 홍 타이지의 총애를 얻는데 성공하지만 총애가 지나쳐 홍타이지가 하르졸에게 진정한 사랑을 갖게 되니 저저는 해란주를 견제하게 된다. 홍 타이지는 해란주가 아직 아이를 낳지 못했음에도 불구하고 먼저 홍 타이지의 부인이 된 붐부타이보다 높은 지위인 계복진으로 격상했으며, 1636년 황제로 등극한 홍 타이지는 명나라의 후비제도를 차용해 부인들의 작위를 수정하며 대복진인 저저를 중청녕궁국군복진(中淸寧宫國君福晉, 만주어: ᡩᡠᠯᡳᠮᠪᠠᡳ
ᡤᡝᠩᡤᡳᠶᡝᠨ
ᡝᠯᡥᡝ
ᠪᠣᠣᡳ
ᡤᡠᡵᡠᠨ ᡳ
ᡝᠵᡝᠨ
ᡶᡠᠵᡳᠨ Dulibmai Genggiyen Elhe Booi Gurun i Ejen Fujin)으로 삼고, 하르졸을 동관저궁신비(東關雎宮宸妃, 만주어: ᡩᡝᡵᡤᡳ
ᡥᡡᠸᠠᠯᡳᠶᠠᠰᡠᠨ
ᡩᠣᡵᠣᠩᡤᠣ
ᠪᠣᠣᡳ
ᡥᠠᠨᠴᡳᡴᡳ
ᠠᠮᠪᠠ
ᡶᡠᠵᡳᠨ Dergi Hūwaliyasun Doronggo Booi Hanciki Amba Fujin)로, 붐부타이를 서측영복궁장비(西側永福宮莊妃, 만주어: ᠸᠠᡵᡤᡳ
ᠠᠰᡥᠠᠨ ᡳ
ᡥᡡᡨᡠᡵᡳᠩᡤᠠ
ᠪᠣᠣᡳ
ᠵᡳᠩᠵᡳ
ᡶᡠᠵᡳᠨ Wargi Ashan-i Hūturingga Booi Jingji Fujin)로 삼았는데, 동(東)이 서(西)보다 상위이며 신(宸)은 황제의 시호에만 사용할 수 있는 것이다. 또한 하르졸의 거처인 관저궁(關雎宮, 만주어: ᡥᡡᠸᠠᠯᡳᠶᠠᠰᡠᠨ
ᡩᠣᡵᠣᠩᡤᠣ
ᡤᡠᠩ Hūwaliyasun Doronggo Gung의 궁호는 홍 타이지가 직접 지어 친필로 간판을 써준 것으로, 시경에 나오는 애정시인 "關關雎鳩 在河之洲, 窈窕淑女 君子好逑(관관저구 재하지주 요조숙녀 군자호구: 울음 우는 물수리는 강가에 있고, 아리따운 아가씨는 군자의 짝이라네)"라는 의미가 담겼다.
1637년 하르졸이 회임을 하자 하르졸이 아들을 낳으면 황후의 자리를 빼앗길 지도 모른다는 위협을 느낀 저저은 붐부타이와 다시 연합하여 홍 타이지에게 하르졸이 임신 중이니 황제를 모실 수 없다며 대신 붐부타이가 밤 수발을 들도록 한다. 비록 붐부타이는 하르졸에게서 홍 타이지의 총애를 뺏는데 실패하였지만 이 기회로 회임을 하게 되어 1638년 1월, 훗날 홍 타이지의 뒤를 이어 황제로 등극하는 순치제를 낳는다.
1637년 음력 7월 8일(양력 8월 27일), 하르졸가 홍 타이지의 팔남을 출산하자 저저가 우려했던대로 홍 타이지는 크게 기뻐하며 그가 황제의 자리에 올라 처음으로 태어난 아들이니 진정한 황제의 장자라며 전국에 대사면을 선포하고, 아직 이름도 없는 갓난아이를 황태자로 선포하였다. 또한 이 아들의 이름을 다른 아들처럼 가볍게 지을 수 없다며 학식이 뛰어난 유학자들을 모아놓고 아들의 이름을 논의하였다. 그러나 다음 해인 1638년 음력 1월 28일(양력 3월 13일), 붐부타이가 훗날 순치제가 되는 홍 타이지의 구남을 출산하기 불과 이틀 전에 하르졸이 낳은 황태자가 돌연 급사하였다. 또한, 하르졸도 급병을 얻게 되어 1641년에 돌연 세상을 떠났다. 당시 홍 타이지는 명나라 금주성을 공격하고 있었는데, 하르졸이 위급하다는 소식을 듣고 군대를 뒤로한 채 5일 밤낮 달려 묵던에 닿았지만 이미 하르졸이 죽었다는 소식을 전해듣고 대성통곡을 하다가 실신하여 다섯 시간 동안 깨어나지 못했다고 한다. 이를 본 문무백관들은 황제가 울다가 죽은 줄 알았다고 전한다. 하르졸을 잃은 그의 슬픔은 거의 병적이 되어 그녀를 위해 국상을 지냈고 그 기간에 경의를 표하지 않은 친왕 두 명을 처벌하기도 했다. 신비(宸妃) 하르졸의의 비호(妃號)를 원비(元妃)로 격을 올리고 민혜공화의 시호를 내려 최고 후궁으로 격상하였다.
이후 홍 타이지는 완전히 다른 사람이 되어 끊임없이 '짐은 평생 백성들과 세상을 돌보며 살아왔는데 한 여인은 돌보지 못하였다!'라고 탄식하였으며, 하르졸이 죽고 2년 뒤, 건강이 점점 나빠진 홍 타이지는 황후 저저의 궁에서 갑자기 세상을 떠났다. 하르졸을 향한 홍 타이지의 순애보는 붐부타이가 낳은 아들 순치제의 순애보와 함께 청사(淸史)를 대표하는 3대 로맨스로 꼽힌다.